# Шпенер, Филипп Якоб
Филипп Якоб Шпенер (нем. Philipp Jakob Spener; 13 января 1635, Раппольтсвайлер, Эльзас — 5 февраля 1705, Берлин) — немецкий лютеранский богослов, основатель пиетизма, специалист по генеалогии и основатель теоретической геральдики.

## Биография
Родился в семье юриста. Получил домашнее образование под руководством крестной, графини Агаты фон Раппольтштайн, последовательницы Иоганна Арндта. В 1651−1659 годах изучал философию и богословие (с 1654 года) в Страсбургском университете, получив в 1653 году степень магистра философии. В университете изучал богословие Лютера и ортодоксальную лютеранскую догматику у известного богослова Иоганна Конрада Даннхауэра. Помимо университетских занятий богословием Шпенер изучал историю, а после окончания университета — древнееврейский язык и Ветхий Завет. В 1663 году стал помощником проповедника в Страсбургском соборе.
После защиты докторской диссертации по богословию в 1664 году переезжает во Франкфурт-на-Майне, где становится старшиной приходских пасторов города. Во Франкфурте Шпенер организовал занятия по изучению катехизиса, а с 1670 года проводил в своем доме collegia pietatis («школы благочестия», отсюда название движения «пиетизм»), собрания для чтения Библии, проповеди, поощрения благочестия и пробуждения живой деятельной веры, чуждой ортодоксального формализма. Собрания были открыты для всех, причем с 1674 года студенты перестали составлять большинство участников. Среди его видных учеников Ойген Саксе. 
В 1679 году во Франкфурте был основан дом для бедняков и сирот.
В 1686 году Шпенер принимает приглашение стать придворным проповедником при саксонском дворе в Дрездене, но разногласия с курфюрстом вынуждают его перебраться в 1691 году в Берлин, где он занимает должность пробста в церкви св. Николая.
Умер Шпенер в Берлине 5 февраля 1705.

## Pia Desideria
Неудовлетворённость состоянием лютеранской церкви своего времени побудила Шпенера выступить с критикой церкви и программой реформирования церковной жизни — этому посвящено главное сочинение Шпенера Pia desideria (Жертва угодная, или Сердечное устремление к богоугодному улучшению истинной Евангельской церкви, купно с некоторыми на это простодушно нацеленными христианскими предложениями — Pia Desideria: oder hertzliches Verlangen nach gottgefälliger Besserung der wahren Ev. Kirche, sampt einigen dahin einfältig abzweckenden christlichen Vorschlägen, 1675), опубликованном во Франкфурте. Для исцеления церкви он предлагал обновить её на основе живой и деятельной веры, в постоянном обращении к Священному Писанию, в общении с благочестивыми верующими.
В книге Шпенер высказал шесть «благочестивых желаний», или «предложений исправить состояние церкви», ставшие основополагающими принципами движения:
- Более широкое употребление Писания, включая изучение Библии в малых группах. Вместо того чтобы оставлять богословские дискуссии профессиональным богословам, ученым, советам, синодам и трактатам, верующим следует изучать Писание в малых группах и на домашних собрания. Не только служители проповедуют богословие с кафедры; люди должны изучать Библию по домам.
- Обновленное внимание к идее духовного священства всех верующих. В теории протестантское движение учило, что все христиане являются священниками пред Богом, но на практике многие церкви переняли католическое отношение, допуская к богословию и служению только профессиональных служителей. Шпенер хотел давать прихожанам положения с духовной ответственностью, позволяя им принимать активное участие в жизни и служении церкви.
- Акцент на духовные переживания и практическую христианскую жизнь, нежели чем на знания. Чем посвящать себя формальным дискуссиям и диспутам, людям нужно лично переживать Бога. Им надо научиться, как жить по-христиански, как ходить в святости.
- Разрешение споров в духе любви. Люди не должны изучать богословие ради того, чтобы побеждать доктринальных оппонентов, и в богословских диспутах они должны не забывать держаться верховного принципа любви.
- Обучение пасторов с помощью духовной литературы и практики. Образование служителей практически заключалось в обучении их вероучительным формулировкам; практические наставления, касающиеся их ответственности вести людей в христианской жизни, оставляли в пренебрежении. Шпенер хотел, чтобы проповедники и пасторы, помимо богословских трактатов, изучали духовную литературу и получали подготовку в том, как вести богослужение, наставлять верующих и вести людей к большей духовности.
- Обновленный фокус на то, что цель проповеди — назидать людей в вере. Проповедь должна звучать для наставления, вдохновения и духовного питания верующих, а не для изложения абстрактных доктрин. Слишком часто проповеди произносились в возвышенном и помпезном тоне, были отягощены богословскими и научными терминами и имели полемический (настроенный на спор) характер. Например, служитель мог проповедовать на тему предопределения, почему кальвинисты (или лютеране) заблуждаются, об ограниченном искуплении или о супралапсарианизме (Божьем избрании до грехопадения). Шпенер желал, чтобы проповеди имели практических характер, принося благословение и пользу сердцам и жизни людей[6][7].

## Другие сочинения

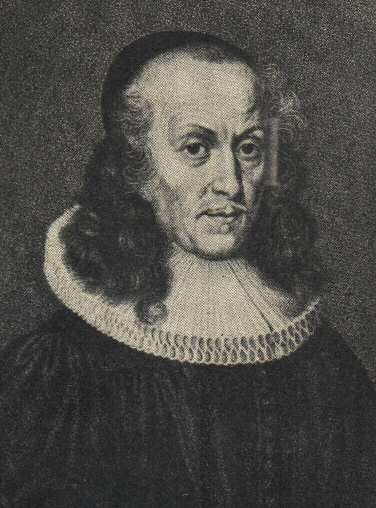
Филипп Якоб Шпенер

Эсхатология Шпенера, идущая вразрез с ортодоксальным лютеранским вероучением, была изложена в книге «Упование лучших времён» (Hoffnung besserer Zeiten, 1692): в эти «лучшие времена» после обращения евреев и гибели папства будут преодолены религиозные расколы и все верующие восславят Бога едиными устами.
Шпенер оказал сильное влияние на многие поколения евангелических церковных деятелей и богословов, в том числе на А. Г. Франке, Н. фон Цинцендорфа (крёстным отцом которого был Шпенер) и др.